# Pride (Arena)
Pride è il secondo album in studio del gruppo rock britannico Arena, pubblicato nel 1996.

## Tracce
1. Welcome to the Cage.... – 4:14
2. Crying for Help V – 2:33
3. Empire of a Thousand Days – 9:34
4. Crying for Help VI – 2:53
5. Medusa – 4:28
6. Crying for Help VII – 3:04
7. Fool's Gold – 9:37
8. Crying for Help VIII – 5:12
9. Sirens – 13:42

## Formazione
- Clive Nolan - tastiere
- Mick Pointer - batteria
- Paul Wrightson - voce
- Keith More - chitarre
- John Jowitt - basso